# United Productions of America
United Productions of America, también abreviado como UPA, fue un histórico estudio de animación estadounidense. En su tiempo fue el equivalente al arte moderno para los cartoons. Uno de sus personajes principales fue el conocido Mr. Magoo. UPA también es famoso por crear la primera adaptación animada de Dick Tracy.

## Historia

### Orígenes
UPA fue fundada alrededor del año 1943, cuando varios animadores veteranos de los estudios Disney decidieron marcharse de la compañía, que no satisfacía sus necesidades artísticas. Uno de los animadores que formó parte del éxodo fue John Hubley, quien, junto a Stephen Bosustow, se sentía disconforme con el estilo ultrarealista que Disney había consolidado. Hubley, influenciado por la obra de Chuck Jones, comenzó a promover la idea de que la animación no necesitaba ser ese proceso penoso en busca de imitar la realidad, sino que podía seguir intereses más artísticos.

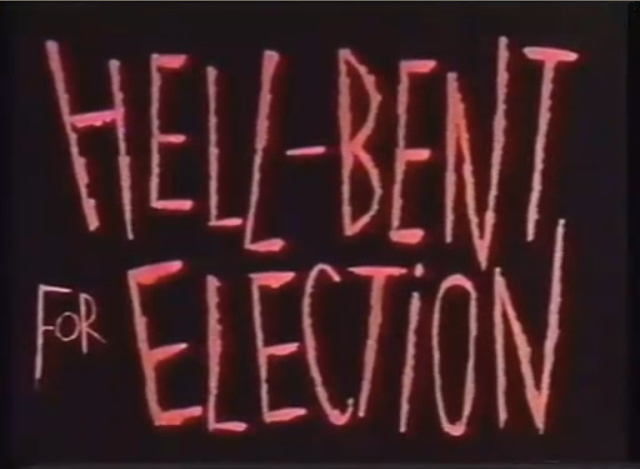
Título de entrada de "Hell-Bent for Election"

Luego de dejar la Disney, Hubley trabajó en conjunto con los animadores Stephen Bosustow, David Hilberman, y Zachary Schwartz, formando un estudio que primero se dio en llamar United Film Production y luego Industrial Films and Poster Service, en el que podían implementar sus ideas acerca de la animación. Aquellos eran tiempos de la Segunda Guerra Mundial, y el pequeño estudio necesitaba ingresos, por lo que deciden trabajar para el gobierno haciendo propaganda.
Su primer cortometraje fue Hell-Bent for Election y promovía la reelección de Franklin Delano Roosevelt. Fue dirigido por Chuck Jones, con el diseño del mismo y Schwartz, este logró tener éxito y dar suficiente fama al estudio, que pasó entonces a llamarse United Productions of America (UPA).
En 1945, la película "Brotherhood of Man" es dirigida por Robert "Bobe" Cannon. En 1946, Hilberman y Schwartz dejan la compañía UPA y venden sus acciones de la empresa a Bosustow.
Los contratos de UPA con el gobierno se evaporaron rápidamente cuando el FBI comenzó a investigar actividades comunistas en Hollywood a fines de los año 1940. Si bien no hubo cargos formales hacia ninguno de UPA en los inicios del mccarthismo, los contratos se cancelaron cuando se incrementaron los roces entre Washington y Hollywood.

### Columbia Pictures
Acabada la guerra, el futuro de UPA era incierto. Ya no había demanda de propaganda, y Hilberman y Schwartz abandonaron la compañía. Por ese entonces la productora Columbia Pictures buscaba un reemplazo para su estudio de animación Screen Gems y halló en UPA al adecuado. Así UPA comenzó a realizar dibujos para el público general desde 1948.
Al principio emplearon al dúo de El Zorro y el Cuervo los cuales fueron los personajes principales del antiguo estudio, y luego le dieron vida a personajes propios como Mr. Magoo y Gerald McBoing-Boing. Los dibujos tenían como estrellas personajes humanos, que seguían las dos reglas autoimpuestas por el estudio: ningún tipo de animales parlantes y ningún tipo de Slapstick (para diferenciarse de Cartoons como Tom y Jerry, El Pájaro Loco y los Looney Tunes)
A pesar de su éxito, UPA sufrió más que los otros estudios de animación una intensificada caza de brujas promovida por el senador McCarthy, por lo que varios empleados con relaciones con el partido comunista (especialmente Phil Eastman, Millard Kaufman y hasta el productor/director John Hubley) fueron despedidos. Por desgracia Hubley era considerado por sus empleados como el cerebro del estudio, por lo que los cortometrajes de la empresa comenzaron a carecer de la chispa y la energía que éste había entregado.
Debido a la continua baja de calidad artística en los dibujos, Columbia Pictures canceló el contrato en 1959 tras el estreno de Las mil y una noches de Mr. Magoo, el primer y único Largometraje producido por UPA.

### Abandono
Saperstein mantuvo UPA a flote en los años 60 y más allá por el abandono de la producción de animación por completo después de que el estudio de animación cerrado de forma permanente en 1970 y vendió la biblioteca de dibujos animados de UPA, aunque el estudio retuvo las licencias y derechos en Mr. Magoo, Gerald McBoing-Boing y los otros personajes. Esto llevó a la contratación con UPA de DePatie-Freleng Enterprises Studio para producir una nueva serie de dibujos animados llamada What's New Mr. Magoo? en septiembre de 1977.
Columbia Pictures conservó la propiedad de los dibujos animados teatrales de UPA. La biblioteca de dibujos animados para TV fueron licenciadas por Classic Media en Nueva York (aunque otras 77 caricaturas fueron vendidas a Studio-100 Medios), y luego en 2007 se fusionado con Entertainment Rights en Londres.

### Contrato con Toho Studios
En 1970, Saperstein llevó a UPA un contrato con los Toho Studios de Japón para distribuir sus películas "monstruos gigantes" (que eran Kaiju y Tokusatsu) en los Estados Unidos. Los estrenos de cine, y sobre todo la sindicación de televisión en las películas de monstruos Toho creó un nuevo mercado de películas de culto para las películas japonesas de monstruos, y los paquetes de sindicación de película para televisión de larga duración, como Creature Double Feature expusieron las películas de monstruos Toho a las audiencias americanas jóvenes, que los recibió y ayudaron a mantener su popularidad a lo largo de los años 70 y 80. Cuando Toho comenzó a producir una nueva generación de películas de monstruos a finales de 1980, comenzando con Godzilla en 1985, UPA aprovechó su contrato con Toho y ayudó a introducir las nuevas características kaiju al mundo occidental.
Debido a su larga asociación con Toho, UPA es conocido por los fanes de las películas de culto hoy en día como Toho American Distributor en lugar de un pionero de los dibujos animados, pero el legado de UPA es un capítulo importante en la historia de la animación estadounidense. UPA sigue la licencia de la biblioteca americana de películas de Godzilla, incluso hoy en día. UPA del contrato con Toho también dio lugar a la producción de Saperstein el primer largometraje de Woody Allen, What's Up Tiger Lily?.

### Paso a DreamWorks Animation
Henry Saperstein murió en 1998. En 2000, UPA fue vendido por la familia Saperstein a Classic Media. El 23 de julio de 2012, DreamWorks compró Classic Media por $155 millones y como resultado UPA es ahora propiedad de DreamWorks Animation. A pesar de que DreamWorks Animation ahora es dueño de los derechos a la mayor parte de la biblioteca de UPA, en sí UPA sigue manteniendo los derechos de licencia de Mr. Magoo, y Saperstein estaba como productor ejecutivo para un para producir una película de acción real de Mr. Magoo en 1997, sin embargo, DreamWorks Animation llega a poseer algunos derechos.

## Legado
El legado de UPA en la historia de la animación ha sido en gran parte oscurecido por el éxito comercial de los grandes estudios como Warner Bros. y Walt Disney Pictures. Sin embargo, UPA tenía un impacto significativo en la animación, tanto en el estilo del arte y sus innovaciones han sido reconocidas y adoptadas por otros grandes estudios de animación. UPA fue pionero en la técnica de la animación limitada. Aunque este estilo de animación llegó a ser ampliamente utilizado en los años 1960 y 1970 como una medida de reducción de costos, que originalmente se pensó como una alternativa estilística a la tendencia creciente (en especial en Disney) de recrear un realismo de cine en películas de animación.
La técnica de animación limitada de UPA es casi realista y se caracteriza por líneas finas o inexistente para los contornos, un prospecto de los sólidos y los colores no convencionales.